# Álvaro Medrán
Álvaro Medrán Just (ur. 15 marca 1994 w Dos Torres) – hiszpański piłkarz występujący na pozycji pomocnika. Były młodzieżowy reprezentant Hiszpanii.

## Życiorys
Wychowanek Realu Madryt. 
W swojej karierze grał w klubach: Real Madryt C, Real Madryt B, Real Madryt, Getafe CF, Valencia CF, Deportivo Alavés i Rayo Vallecano. 

## Sukcesy

### Klubowe
Real Madryt
- Zdobywca Klubowych Mistrzostw Świata: 2014